# 多尔济 (阿巴噶部)
多尔济（？—1645年），清朝蒙古王公。阿巴噶部人，博尔济吉特氏，别里古台20世孙，杨古岱卓哩克图之子。
多尔济号「额齐格诺颜」。初称阿噜蒙古，从属于察哈尔部。后来因为不堪察哈尔林丹汗逼迫，迁徙到漠北克鲁伦河流域依附喀尔喀车臣汗硕垒。天聪二年（1628年）联合喀喇沁、土默特、鄂尔多斯在土默川的赵城击败察哈尔。1638年，派台吉绰尔济向皇太极贡马和貂皮。1639年归附清朝。1640年向皇太极贡马。1641年皇太极封他为扎萨克多罗卓哩克图郡王，再贡驼马牛羊。

## 子女
- 子，塞尔珍，袭封郡王。
- 子，布达希布，封一等台吉，有九子，其女为顺治帝端順妃。
- 女，乌珠穆沁部塞冷额尔德尼妻子
- 女，阿海，喀尔喀车臣汗硕垒妻子
- 女，林丹汗囊囊福晋（生子阿布奈），后为皇太极懿靖大贵妃（生子博穆博果尔）。